# USS Dashiell (DD-659)
USS Dashiell (DD-659) là một tàu khu trục lớp Fletcher được Hải quân Hoa Kỳ chế tạo trong Chiến tranh Thế giới thứ hai. Nó là chiếc tàu chiến duy nhất của Hải quân Mỹ được đặt theo tên Robert B. Dashiell (1860–1899), sĩ quan Trợ lý Kiến trúc Hải quân Hoa Kỳ. Nó hoạt động cho đến hết Thế Chiến II, ngừng hoạt động một thời gian ngắn, rồi lại tiếp tục phục vụ trong Chiến tranh Lạnh từ năm 1951 đến năm 1960; nó bị bán để tháo dỡ vào năm 1975. Dashiell được tặng thưởng mười Ngôi sao Chiến trận do thành tích phục vụ trong Thế Chiến II.

## Thiết kế và chế tạo
Dashiell được đặt lườn tại xưởng tàu của hãng Federal Shipbuilding and Dry Dock Co. ở Kearny, New Jersey vào ngày 1 tháng 10 năm 1942. Nó được hạ thủy vào ngày 6 tháng 2 năm 1943; được đỡ đầu bởi bà R. B. Dashiell, vợ góa Trợ lý Kiến trúc Dashiell; và nhập biên chế vào ngày 20 tháng 3 năm 1943 dưới quyền chỉ huy của Hạm trưởng, Trung tá Hải quân J. B. McLean.

## Lịch sử hoạt động

### Thế Chiến II

#### 1943
Dashiell đi đến Trân Châu Cảng vào ngày 24 tháng 7 năm 1943 để gia nhập Lực lượng Đặc nhiệm 58, và đã tham gia các cuộc không kích xuống đảo Marcus từ ngày 31 tháng 8 đến ngày 1 tháng 9; Tarawa từ ngày đến ngày 18 đến ngày 20 tháng 9; và đảo Wake trong các ngày 5 và 6 tháng 10. Đi đến Efate thuộc quần đảo New Hebrides vào ngày 5 tháng 11, nó chuẩn bị cho cuộc đổ bộ lên quần đảo Gilbert, và đã là một trong những tàu đầu tiên tiến vào vũng biển trong Trận Tarawa vào ngày 20 tháng 11. Chịu đựng hỏa lực pháo chống trả ác liệt của đối phương, con tàu đã chiếm lấy vị trí ngoài khơi dãy san hô của Tawara, và nả pháo xuống các khẩu đội pháo đối phương, các cứ điểm phòng thủ và vào một kho đạn để trợ giúp lực lượng trên bờ trong ba ngày. Sau khi chiến dịch kết thúc, nó được gửi về vùng bờ Tây để đại tu.

#### 1944
Sau một đợt thực tập huấn luyện tại khu vực quần đảo Hawaii, Dashiell đi đến Guadalcanal vào ngày 16 tháng 3 năm 1944, rồi lên đường ngay ngày hôm sau cho hoạt động bắn phá Kavieng trên đảo New Ireland vào ngày 20 tháng 3. Từ ngày 6 tháng 4 đến ngày 13 tháng 5, con tàu làm nhiệm vụ tuần tra, hộ tống vận tải và bắn hỏa lực hỗ trợ cho các cuộc đổ bộ lên bờ biển Papua New Guinea. Nó quay trở về cảng Purvis thuộc quần đảo Solomon vào ngày 17 tháng 5 để chuẩn bị cho cuộc đổ bộ tiếp theo lên quần đảo Mariana. Chiếc tàu khu trục khởi hành vào ngày 4 tháng 6 để hộ tống các tàu vận chuyển thuộc thành phần dự bị tham gia các cuộc đổ bộ lên Saipan và Tinian, rồi bảo vệ cho cuộc đổ bộ lên Guam, nơi nó bắn hoả lực hỗ trợ từ ngày 20 đến ngày 26 tháng 7.
Dashiell sau đó hoạt động tại Morotai, một bước cần thiết cho chặng đường nhằm tái chiếm Philippines. Con tàu đã tuần tra và hộ tống các tàu vận tải trong cuộc đổ bộ tại đây vào các ngày 18 và 19 tháng 9, rồi trong cuộc đổ bộ lực lượng tăng cường vào ngày 1 tháng 10. Sau đó nó tham gia Lực lượng Tấn công phía Bắc trong cuộc đổ bộ ban đầu lên Leyte tại vịnh San Pedro vào ngày 20 tháng 10, rồi rút lui về New Guinea để hộ tống các đoàn tàu vận chuyển lực lượng tăng viện, và đổ bộ chúng lên Leyte từ ngày 12 đến ngày 16 tháng 11. Nó lại hộ tống các chuyến vận tải binh linh và tiếp liệu từ các căn cứ ở New Guinea đến Leyte từ ngày 24 tháng 11 đến ngày 9 tháng 12. Ba ngày sau, nó rời vịnh Leyte hộ tống một lực lượng tấn công cho cuộc đổ bộ lên Mindoro. Sang ngày thứ hai của trận chiến tại đây, một máy bay tấn công cảm tử Kamikaze đã đâm vào soái hạm của lực lượng, nên cờ hiệu chỉ huy hải đội được chuyển sang Dashiell để chỉ đạo cuộc đổ bộ vào ngày 15 tháng 12. Khi quay trở lại Leyte, nó tham gia đánh trả một cuộc không kích đối phương vào ngày 20 tháng 12, nơi sáu người của nó bị thương trong trận này.

#### 1945
Đi đến vịnh Lingayen, Luzon vào ngày 9 tháng 1 năm 1945 để tham gia giai đoạn mở màn của Trận Luzon, Dashiell ở lại đây làm nhiệm vụ tuần tra và bắn hỏa lực hỗ trợ cho đến ngày 10 tháng 2. Nó đã bắn rơi ít nhất ba máy bay tấn công tự sát, đánh chìm nhiều tàu Nhật Bản nhỏ, và phá hủy các mục tiêu trên bờ. Nó đi đến Ulithi vào ngày 28 tháng 2 để gia nhập lực lượng đặc nhiệm tàu sân bay nhanh trực thuộc Đệ Ngũ hạm đội cho đợt không kích xuống Nhật Bản và Okinawa trong tháng 3, nhằm chuẩn bị cho cuộc đổ bộ sắp tới. Nó đã bảo vệ cho cuộc tấn công vào ngày 1 tháng 4, và tiếp tục ở lại ngoài khơi hòn đảo để làm nhiệm vụ cột mốc radar canh phòng. Cao điểm của trận chiến mà nó chịu đựng là vào ngày 14 tháng 4, khi 20 máy bay Kamikaze lao đến trạm canh phòng của nó; nó đã bắn rơi bốn chiếc và cơ động né tránh số còn lại, nhưng cũng bị hư hại bởi một quả bom suýt trúng sát cạnh tàu và phải rút lui về Ulithi vào ngày 23 tháng 4 để sửa chữa.
Qauy trở lại Okinawa vào ngày 17 tháng 5, Dashiell gia nhập Đệ Tam hạm đội để tiếp tục các cuộc không kích xuống các đảo chính quốc Nhật Bản cho đến tháng 8. Sau khi Nhật Bản đầu hàng kết thúc cuộc xung đột, nó đi vào vịnh Tokyo và ở lại đây cho đến ngày 6 tháng 9, khi nó lên đường quay trở về Trân Châu Cảng, rồi đi đến Charleston, South Carolina vào ngày 21 tháng 10. Nó được cho xuất biên chế và đưa về lực lượng dự bị tại đây vào ngày 30 tháng 3 năm 1946.

### 1951 – 1960
Dashiell được cho nhập biên chế trở lại vào ngày 3 tháng 5 năm 1951, và hoạt động từ cảng nhà tại Newport, Rhode Island, dọc theo bờ biển Đại Tây Dương và vùng biển Caribe cho đến ngày 26 tháng 8 năm 1952. Con tàu lên đường đi sang Bắc Âu để tham gia các cuộc tập trận vào mùa Thu của Khối NATO, viếng thăm Greenock, Scotland và Rotterdam, Hà Lan trước khi quay trở về Newport vào ngày 11 tháng 10. Nó lại khởi hành vào ngày 27 tháng 4 năm 1953 cho một chuyến đi vòng quanh thế giới, đi đến Yokosuka, Nhật Bản vào ngày 2 tháng 6 cho các hoạt động ngoài khơi Triều Tiên và tuần tra tại eo biển Đài Loan cho đến ngày 9 tháng 10. Con tàu tiếp tục hướng sang phía Tây, viếng thăm Sài Gòn, Singapore, Colombo, Port Said, Cannes, Nice và Lisbon trước khi về đến Philadelphia vào ngày 4 tháng 12. Từ năm 1954 đến năm 1959, chiếc tàu khu trục luân phiên các lượt phục vụ cùng Đệ Lục hạm đội tại Địa Trung Hải với các hoạt động tại chỗ từ Newport và thực hành tập trận tại vùng biển Caribe.
Dashiell được cho xuất biên chế và đưa về lực lượng dự bị vào ngày 29 tháng 4 năm 1960. Tên nó được cho rút khỏi danh sách Đăng bạ Hải quân vào ngày 1 tháng 12 năm 1974, và con tàu bị bán để tháo dỡ vào ngày 21 tháng 9 năm 1975.

## Phần thưởng
Dashiell được tặng thưởng mười Ngôi sao Chiến trận do thành tích phục vụ trong Thế Chiến II.